# Thelyphonellus amazonicus
Thelyphonellus amazonicus är en spindeldjursart som först beskrevs av Butler 1872.  Thelyphonellus amazonicus ingår i släktet Thelyphonellus och familjen Thelyphonidae. Inga underarter finns listade i Catalogue of Life.